# Kasamark
Kasamark är en by cirka 20 km väster om Umeå i Umeå socken. 
Byn hade så mycket som elva bönder på Gustav Vasas tid (1543) och var då en av socknens största byar, men på grund av frostlänthet blev byn på 1700-talet mest fäbodställe för omgivande byar. Nytt uppsving följde under 1800-talet och fortfarande finns mycket odlad jordbruksmark på slätten mellan Kasamark och Holmnäs.
Idag (2011) finns skola upp till åk 6 och bygdegård med sporthall (Pollux); alltsammans i byns "centrum" söder om landsvägen mot Gräsmyr, på det s.k. "Bäcknäset". 
På lantmäteripapper och olika kartor delas Kasamark sedan 1700-talet upp i två byar: Ytterkasamark (ungefärligen motsvarande skyltningens västra och östra Kasamark) och Innerkasamark (ungefärligen motsvarande bydelen närmast landsvägen och skolan). Dessa benämningar torde dock närmast kunna betraktas som fastighetsbeteckningar - byn har i praktiken aldrig betraktats som två byar.
År 1902 planerades en kyrka i Kasamark, på bergknallen "Inibyn", mitt emot skolan. Liksom vid samma tid i Tavelsjö i norr skulle en ny församling brytas ut ur Umeå socken för att minska avståndet till kyrka och präst, ungefär motsvarande det som senare blev Tegs församling. Ritningar godkändes av Hans Majestät Konungen Oscar II, men idén föll på motståndet från byarna närmast stan (främst Röbäck).